# Museo de Arte Nelson-Atkins

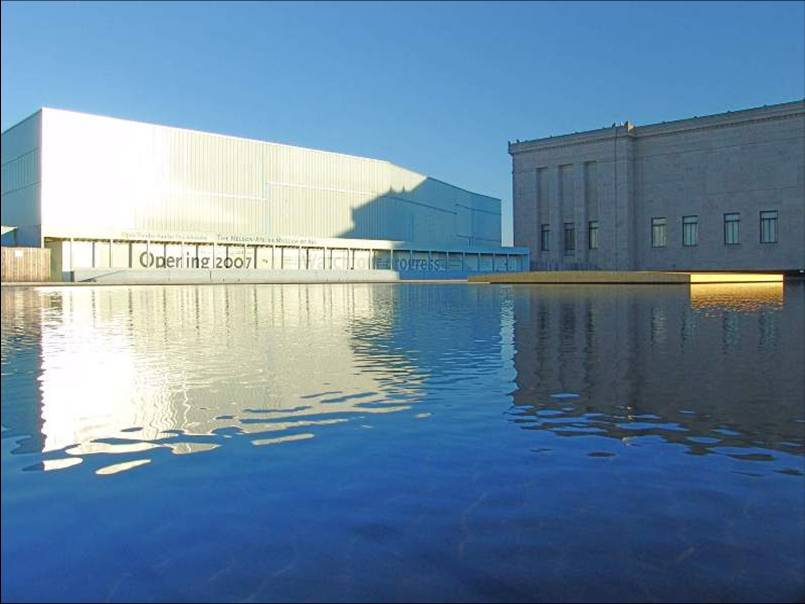
El museo con el nuevo añadido (Bloch Building).

El Museo Nelson-Atkins (en inglés: Nelson-Atkins Museum of Art) es el principal museo de arte de Kansas City (Misuri), en Estados Unidos. Debe su nombre a sus dos principales impulsores: el magnate de prensa William R. Nelson y Mary Atkins, una antigua maestra de escuela aficionada a las artes. La institución nació como tal en 1927 y alberga actualmente unas 33.500 piezas. Desde el año de 2010, Julián Zugazagoitia es el director del museo.

## Historia
A principios de la década de 1880, William Rockhill Nelson se instaló en Kansas City y su periódico, The Kansas City Star, se convirtió en el más influyente de la región. Nelson, al margen de su vida empresarial, tenía preocupaciones cívicas y culturales, y cuando conoció la ciudad opinó con desagrado que era muy vulgar y que merecía un cambio.

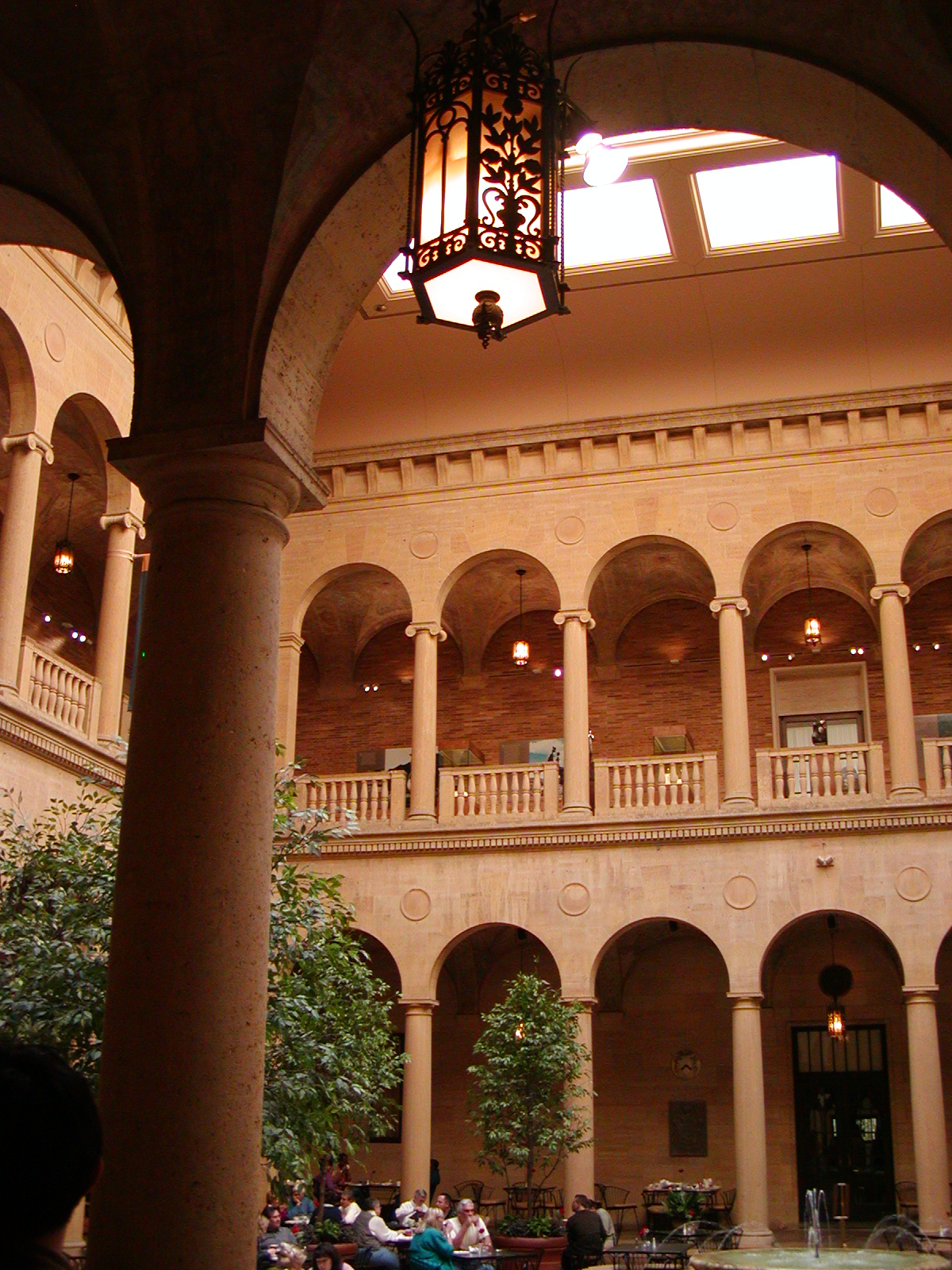
Patio en el edificio antiguo del museo.

El magnate promovió mejoras urbanísticas de pavimentación y jardinería en Kansas City. Además, como admirador de la arquitectura y las artes de Europa, tenía entre sus proyectos un museo para la ciudad. Falleció en 1915, y en su testamento ordenó que sus bienes se empleasen en la formación de una colección de arte. En pocos años fallecieron su viuda, su única hija y el marido de esta, por lo que en 1927, se unió al legado Nelson la residencia familiar de Oak Hall, con 20 acres de terreno (unas 9 hectáreas), donde se pensó erigir el museo deseado por William R. Nelson.
En paralelo a estos hechos, otra residente de Kansas City, Mary McAfee, exmaestra de escuela y esposa del empresario James B. Atkins, enviudó y con la herencia de su marido emprendió ocho viajes a Europa, visitando París, Londres y Dresde. Su interés por el arte y el deseo de ayudar a la ciudad le llevaron a dejar en su testamento 300.000 dólares (suma muy elevada en la época) para erigir un museo. Para 1927, este capital, gracias a la prudente gestión de un fideicomiso, creció hasta el doble.
En 1927, un acuerdo entre los fideicomisos de los legados Nelson y Atkins-McAfee llevó a unirlos para la formación de un único museo. La dotación económica, gracias a dicha alianza, llegó hasta la enorme cifra de 3 millones de dólares. 
La construcción del actual Museo Nelson-Atkins arrancó en julio de 1930, con trazas de gusto neoclásico de los hermanos arquitectos Thomas y William Wight. Las obras concluyeron en 1933, con dos alas a modo de museos diferenciados, llamadas Nelson y Atkins en honor a sus impulsores. Fue en su 50.º aniversario, en 1983, cuando el museo fusionó ambos nombres y pasó a llamarse Nelson-Atkins. En 2007, al edificio antiguo se sumó otro nuevo, llamado Bloch Building, emplazado en el parque que rodea al museo y conectado a él por un pasillo cubierto.

## Colecciones
El Museo Nelson-Atkins posee más de 33.500 piezas, que ofrecen un panorama casi enciclopédico: arqueología de Egipto, Imperio Persa, Grecia y Roma, escultura africana, textiles y cerámicas de los indios americanos, 7500 piezas de China, pintura y escultura tanto de viejos maestros como de la época moderna y contemporánea, y una colección de artes decorativas y «menores» que incluye muebles, objetos de plata, relojes y armas.

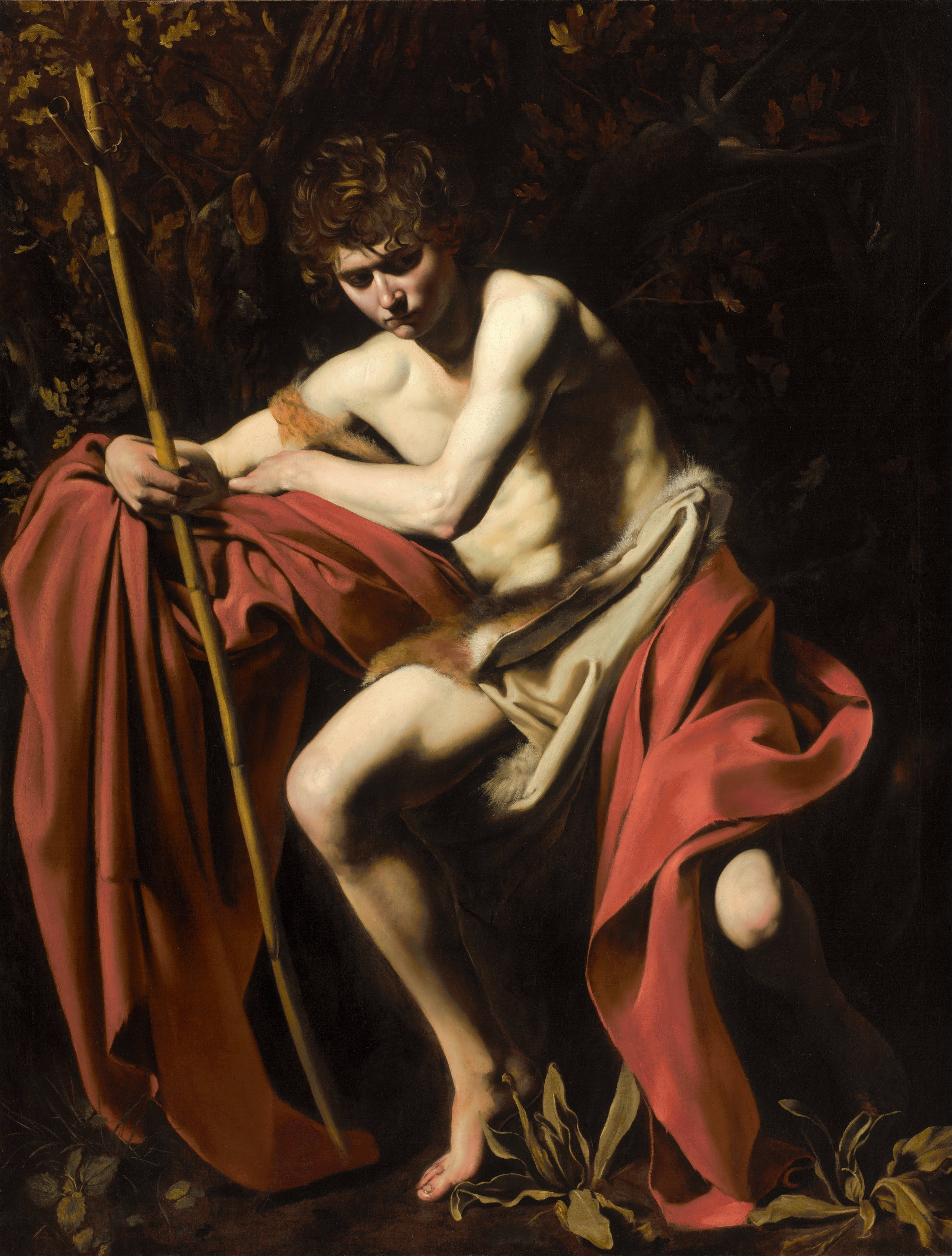
Caravaggio, San Juan Bautista en el desierto

La colección de pintura europea entre la Edad Media y el siglo XIX suma unas 900 obras. La sección italiana destaca con un San Juan Bautista en el desierto de Caravaggio y con el Retrato de Antonio Perrenot de Granvela pintado por Tiziano, junto a ejemplos de Lorenzo Monaco, Gherardo Starnina, Lorenzo di Credi, Bronzino (Retrato masculino), Bernardo Strozzi, Guido Reni, Guercino (San Lucas mostrando una pintura de la Virgen y su hijo), Giovanni Benedetto Castiglione, Domenico Fetti, Alessandro Magnasco, Canaletto, Corrado Giaquinto y Francesco Guardi. El arte escultórico tiene menor presencia, pero cuenta con una obra excepcional: Atalanta y Meleagro de Francesco Mosca.
El fondo de los Países Bajos incluye Virgen con el Niño en un interior de Petrus Christus, El martirio de san Sebastián de Joachim Wtewael, y ejemplos de Rembrandt (Retrato de hombre joven con sombrero negro, 1666), Frans Hals y Jan Steen (Interior de fantasía). En enero de 2016, un comité de expertos de Holanda ha certificado como original de El Bosco una pequeña tabla de este museo, Las tentaciones de san Antonio, antes creída obra de taller.
De la escuela española, destacan una Magdalena penitente de El Greco y una Inmaculada de Murillo, y de la alemana Las tres Gracias de Lucas Cranach el Viejo. 
La pintura francesa cuenta con El triunfo de Baco de Poussin, ejemplos de Claudio de Lorena, Chardin y Boucher, y culmina a finales del XIX con Courbet, Camille Corot, un cuadro de nenúfares de Monet, un paisaje del monte de Sainte-Victoire de Cézanne y ejemplos de Manet, Gustave Caillebotte, Camille Pissarro, Van Gogh (Los olivos) y Gauguin. Hay que sumar obras sobre papel de Degas, Berthe Morisot e Ingres.
La colección de arte norteamericano consta de 600 ejemplos, desde el siglo XVIII hasta la II Guerra Mundial.
La sección de arte moderno y contemporáneo se exhibe en dos zonas del museo. Las obras anteriores a 1945, del expresionismo al surrealismo, se hallan en el edificio principal, mientras que las posteriores ocupan el nuevo edificio Bloch, en honor a los donantes Henry H. y Marion Bloch, quienes en 2015 han donado obras de Toulouse-Lautrec, Seurat y Matisse, entre otros genios de los siglos XIX y XX. Hay además ejemplos de Emil Nolde, Kandinsky, Juan Gris, Constantin Brancusi, Giorgio de Chirico, Marcel Duchamp y Alexander Calder. El museo posee además un amplio fondo de Henry Moore, con 42 maquetas, y 13 grandes esculturas que se exponen al aire libre en un parque de la ciudad. 
El expresionismo abstracto, el pop art, el minimalismo y otras corrientes se exhiben en el Bloch Building. Hay ejemplos de autores como Jackson Pollock, Mark Rothko, Willem de Kooning, Andy Warhol, Claes Oldenburg (quien ocupa los jardines con una instalación escultórica), Sol LeWitt y Anish Kapoor.

## Galería de obras destacadas

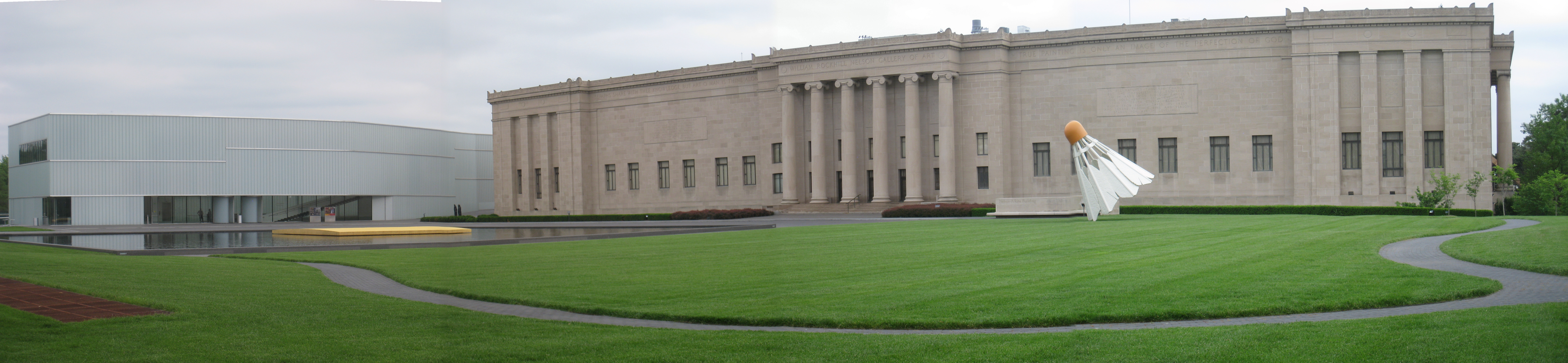
Panorámica del museo, con la ampliación (Bloch Building) a la izquierda.

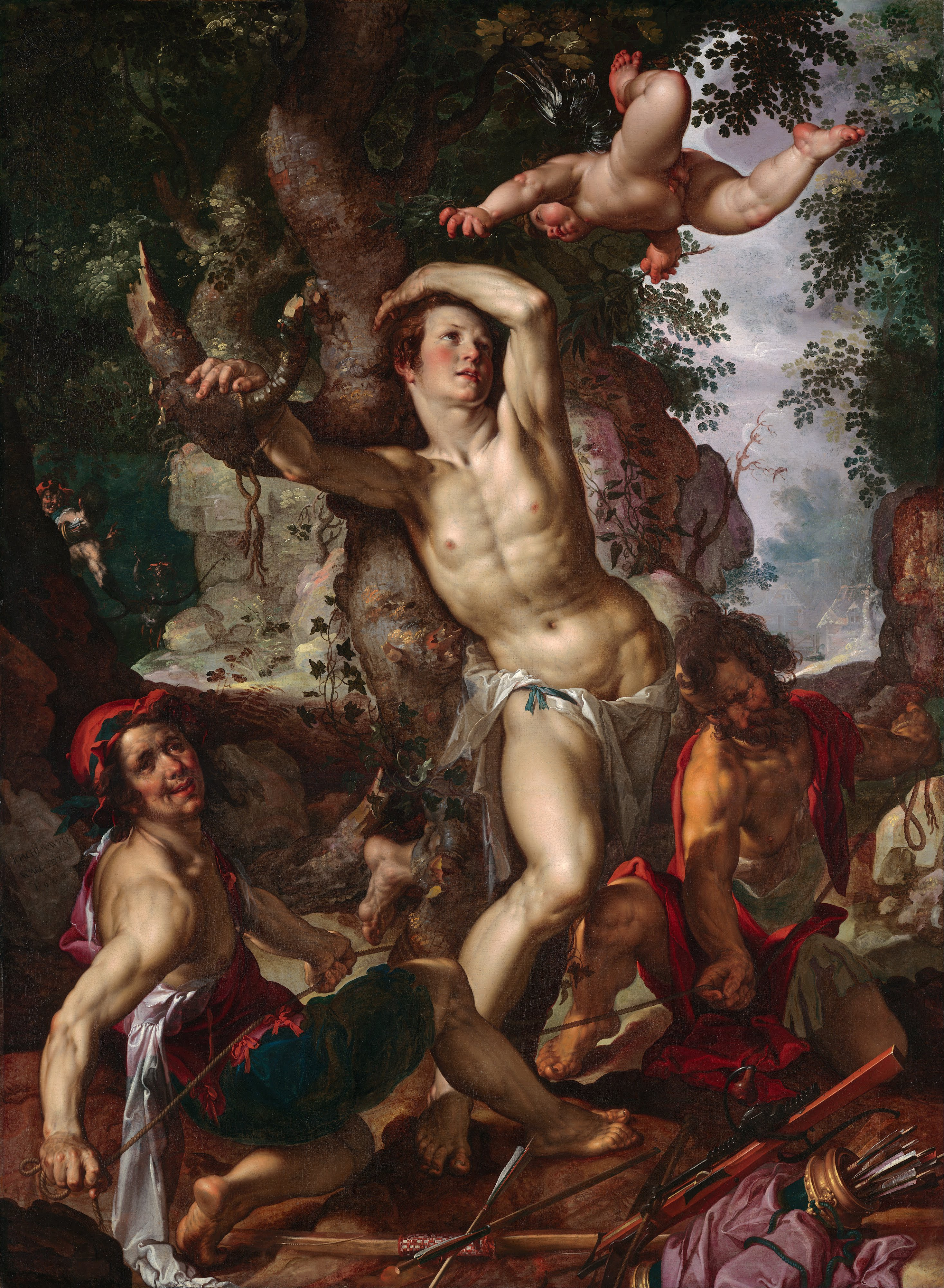
Joachim Wtewael, El martirio de san Sebastián
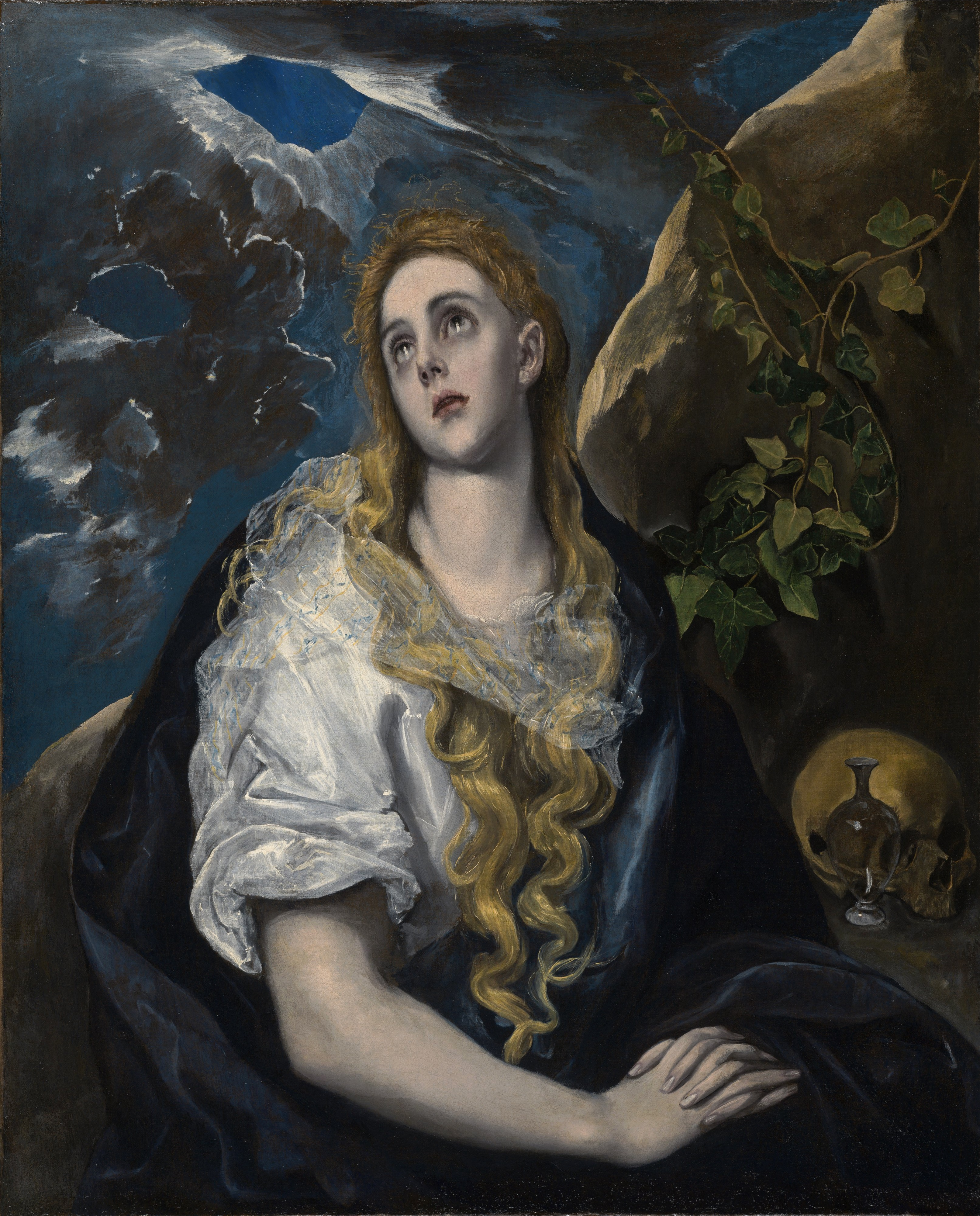
El Greco, La Magdalena penitente
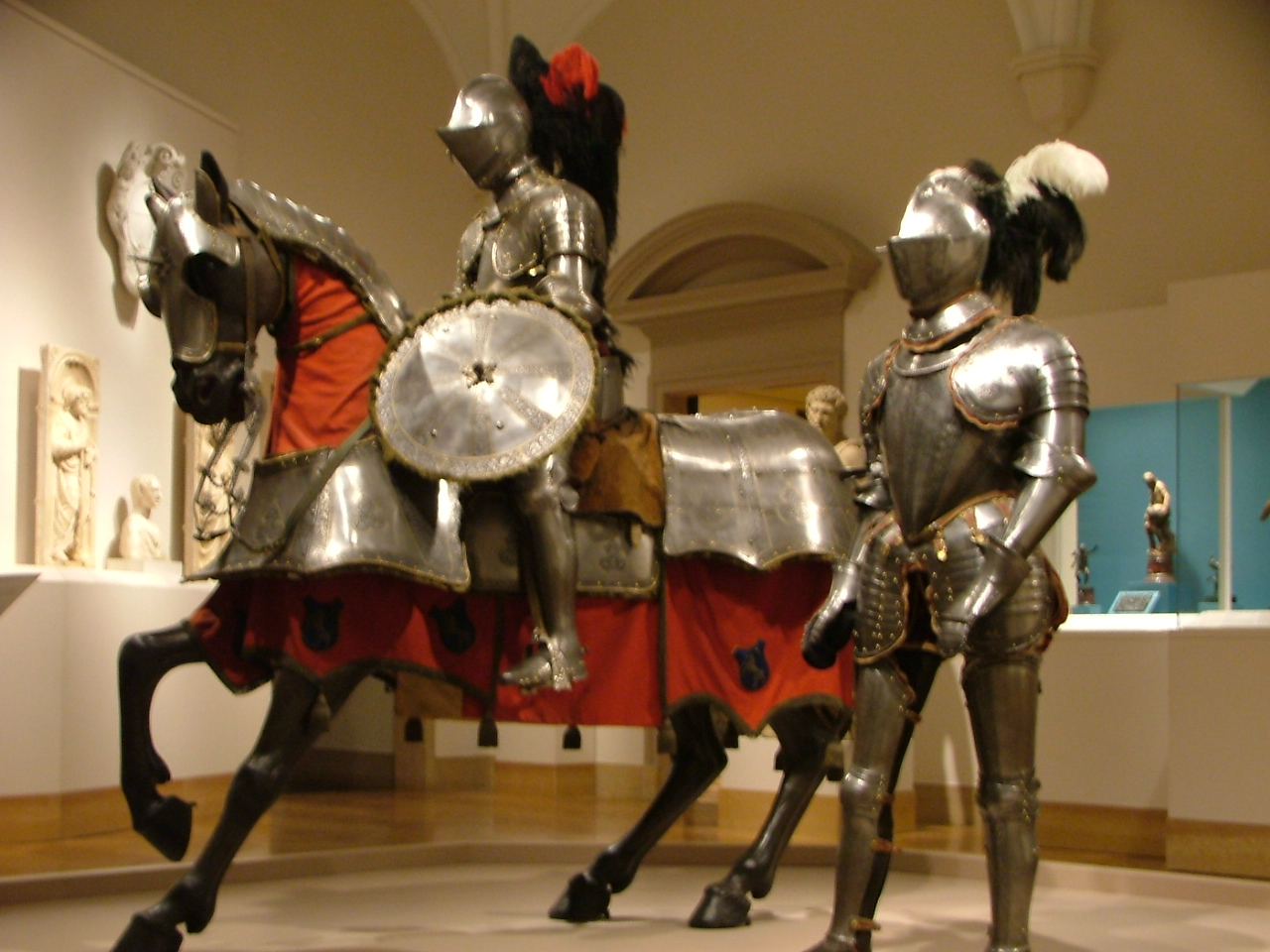
Armaduras españolas
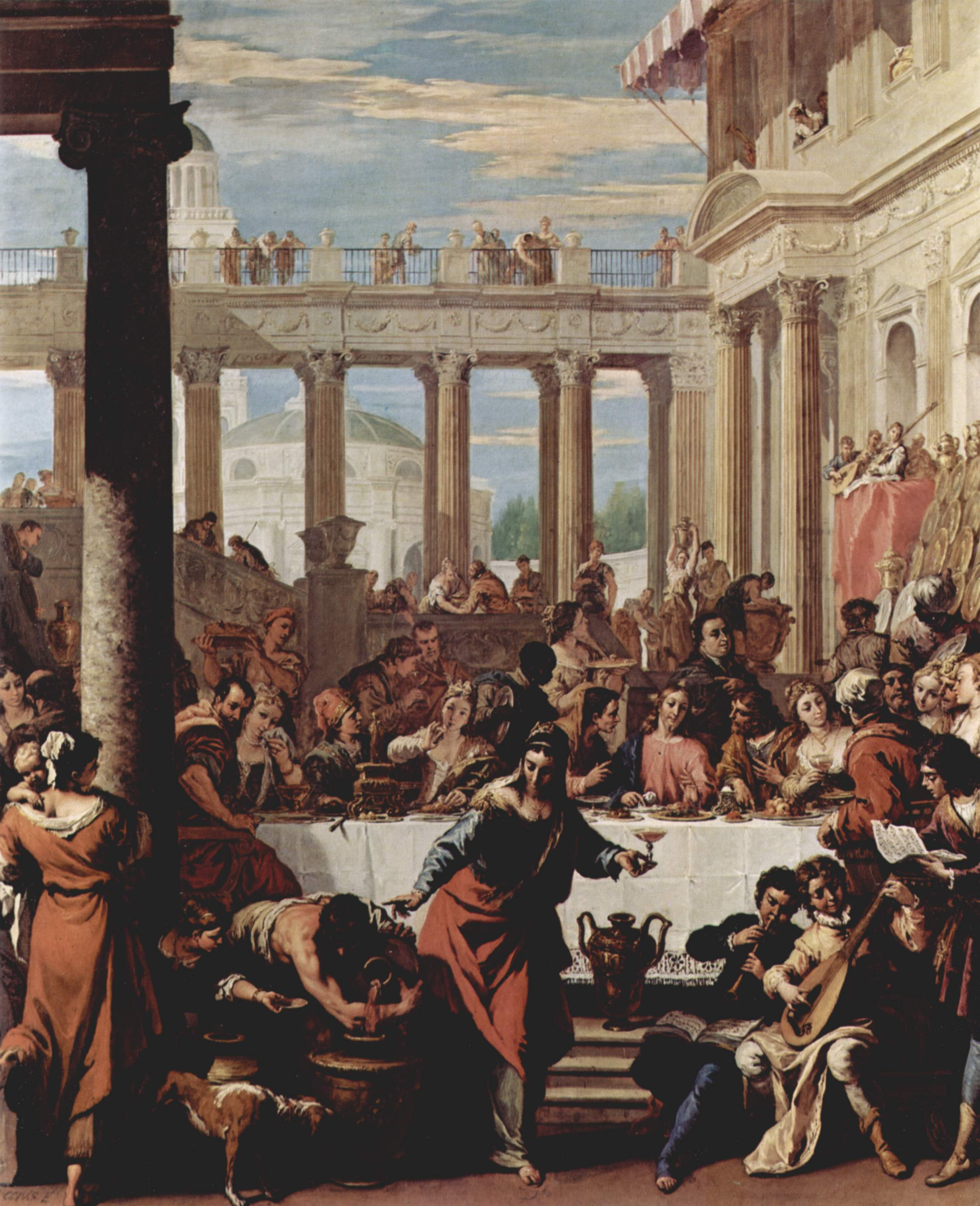
Sebastiano Ricci, Las bodas de Caná
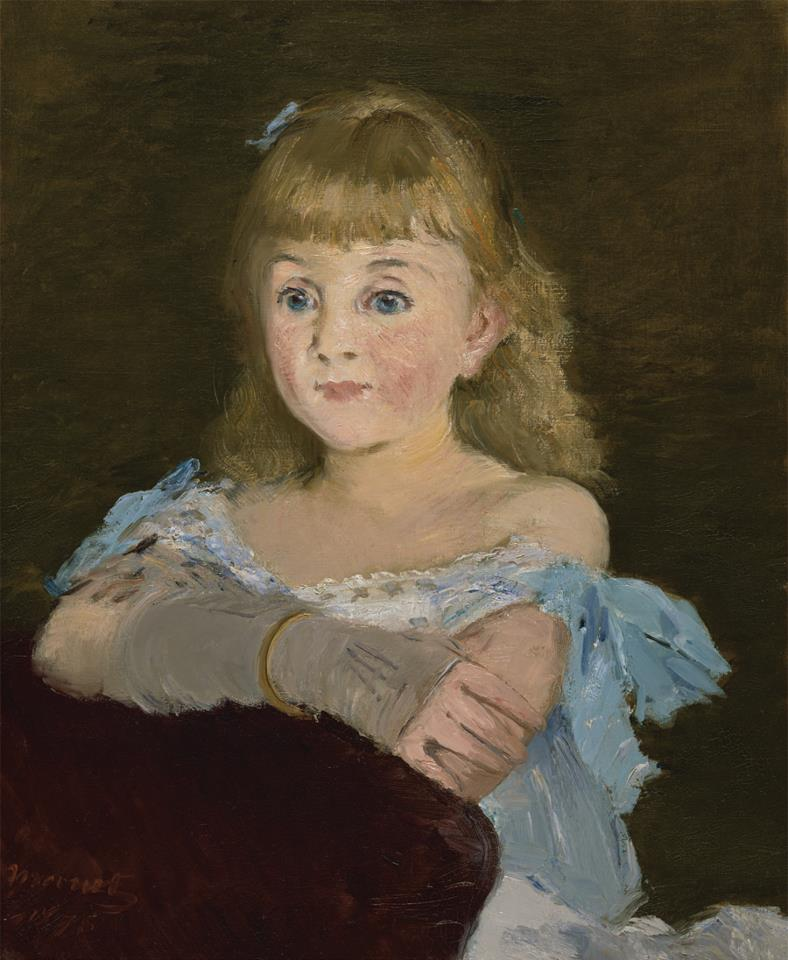
Manet, Retrato de Lina Campineanu
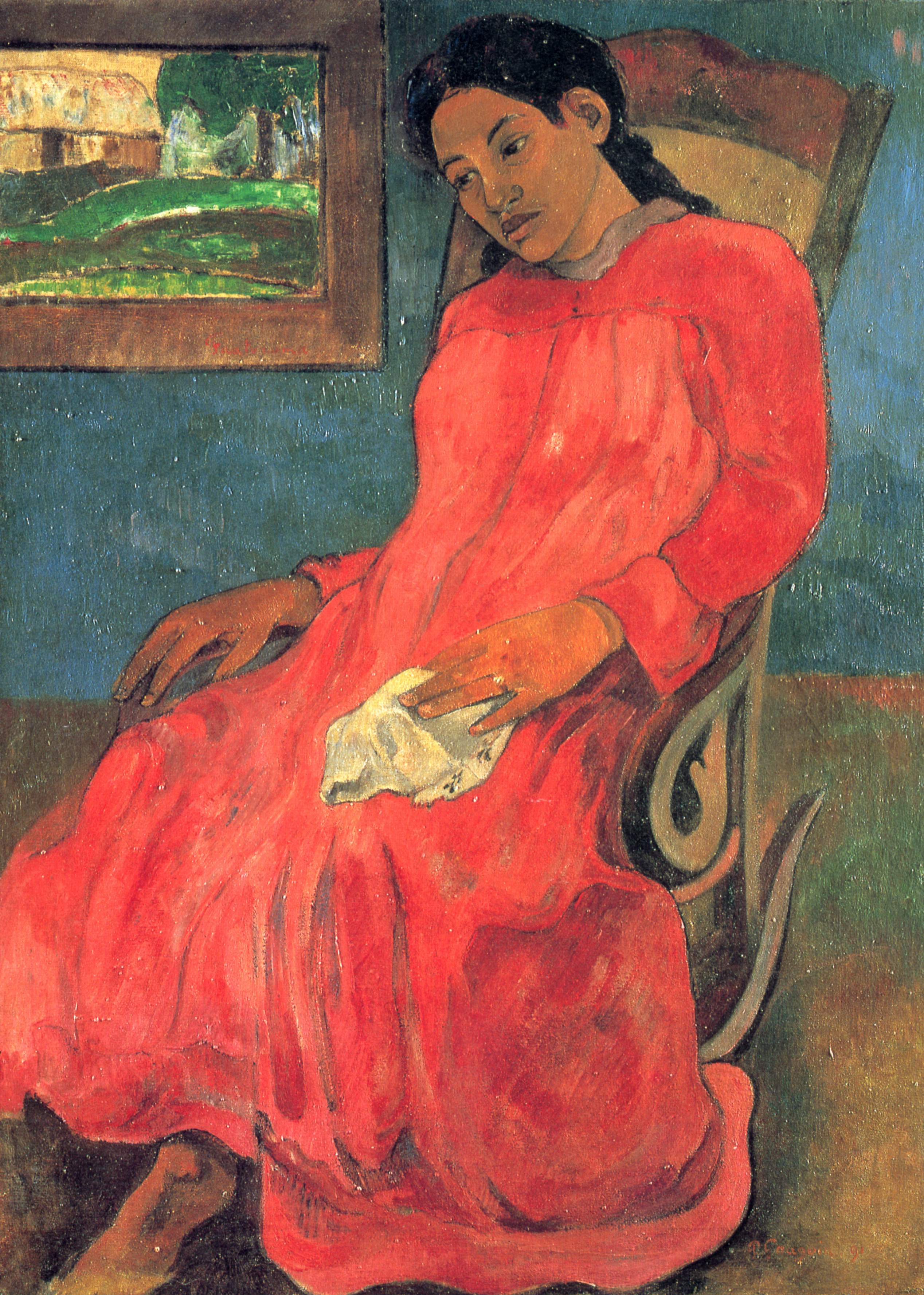
Paul Gauguin, Nativa con vestido rojo
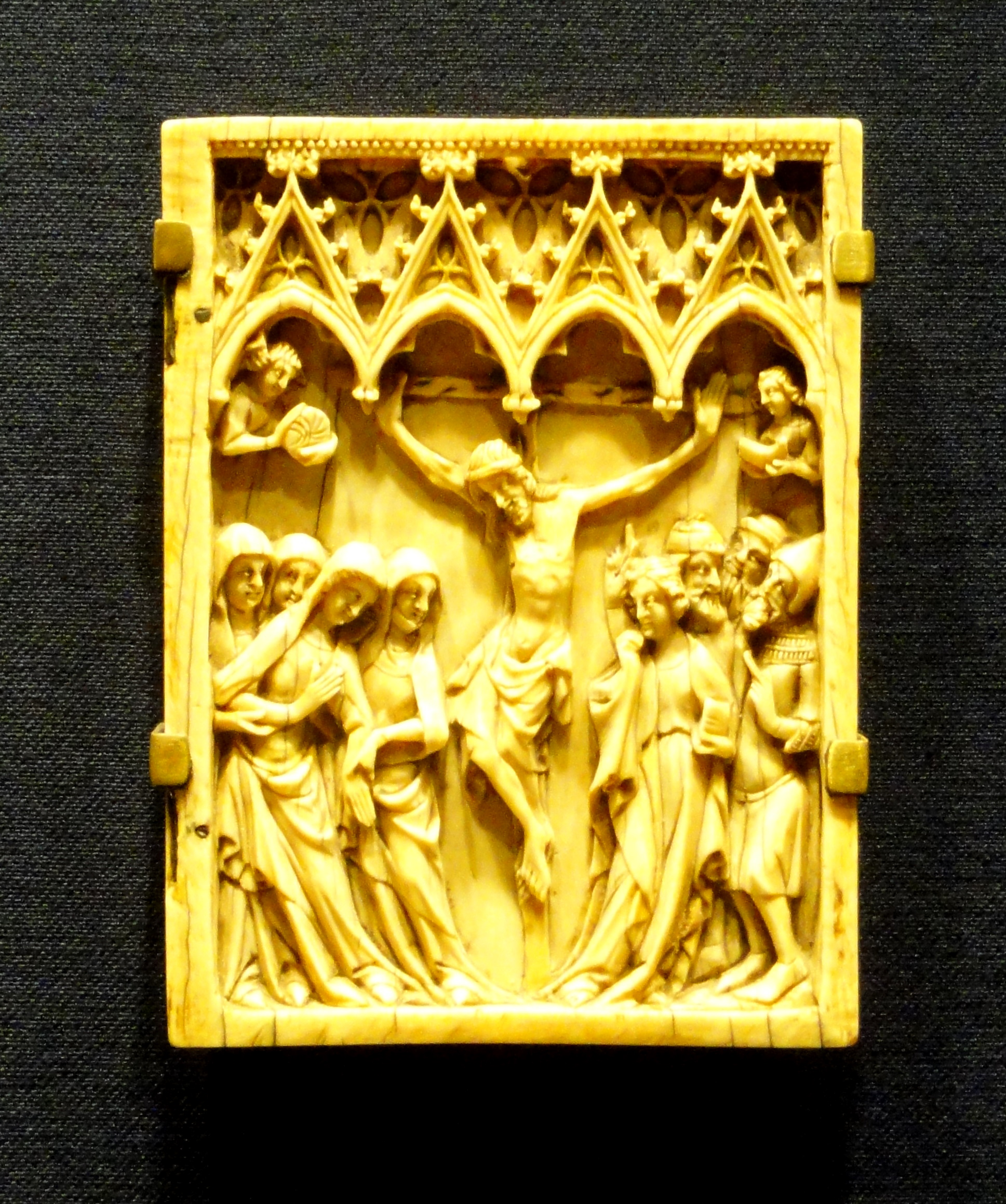
Crucifixión